# Austrolebias litzi
Austrolebias litzi är en fiskart som beskrevs av Costa 2006. Austrolebias litzi ingår i släktet Austrolebias och familjen Rivulidae. Inga underarter finns listade.